# Acacia montis-usti
Acacia montis-usti är en ärtväxtart som beskrevs av Hermann Merxmüller och Annelis Schreiber. Acacia montis-usti ingår i släktet akacior, och familjen ärtväxter. IUCN kategoriserar arten globalt som nära hotad. Inga underarter finns listade i Catalogue of Life.